# Man van Melle
De Man Van Melle is een typetje, bedacht en gespeeld door Bart De Pauw, dat voor het eerst opdook in het televisieprogramma Schalkse Ruiters.

## Historiek en karakter
Toen in 1996 het programma Schalkse Ruiters voor het eerst op tv te zien was, wilden presentatoren Bart De Pauw en Tom Lenaerts bij wijze van running gag elke week een bepaald typetje op de meest onverwachte momenten laten terugkeren in een van de sketches en filmpjes die ze voor de reeks maakten.
Het mannetje droeg een lange beige regenjas, een krulpruik en een snor, en sprak in het accent van het Oost-Vlaamse dorp Melle. Iedere keer als hij opdook, begon hij zijn betoog met een luid: "Inderdaad!" waarna hij meestal eerst begon te verantwoorden waarom hij nu op tv te zien was (daarbij gebruikmakend van het stopwoord: "werkelijk") en daarna meelijwekkend begon te klagen over zijn eenzaamheid en gebrek aan vrouwen. Altijd deed hij dan een oproep aan de kijkers om hen in te lichten dat "aantrekkelijke, knappe vrouwen mij altijd mogen schrijven op mijn adres, de Koekoekstraat, nr. 70, in Melle". (Een straat met die naam bestond overigens toentertijd niet in Melle). Hij benadrukte steevast dat hij het niet voor zichzelf deed, maar altijd voor het doel van de reportage waarin hij verscheen.
De figuur kreeg nooit een naam, maar werd door de kijkers al gauw "de man van Melle" genoemd. Ook in de tweede reeks van Schalkse Ruiters die van 1997 tot 1998 liep, bleef hij opduiken. In de allerlaatste aflevering aan het einde van het tweede seizoen bleek dat alles wat de Man van Melle had meegemaakt slechts een droom was. Hij werd wakker naast zijn knappe blonde vrouw en bleek zelfs enkele kinderen te hebben.
De Pauw, die het typetje bedacht en speelde, wilde met die figuur eigenlijk een parodie maken op mensen die altijd maar weer op tv willen verschijnen om aandacht te trekken.

## Impact
De Man Van Melle werd erg populair en op zeker moment overwoog de gemeente Melle een geplande nieuwe straat zelfs de Koekoekstraat te noemen, en een op de muur geschilderde deur het huisnummer 70 te geven. Inmiddels is er in Melle wel een Koekoekstraat te vinden, zij het niet met huisnummer 70. Het is een klein straatje in een nieuwe wijk.

## NaSchalkse Ruiters
Na Schalkse Ruiters dook de figuur nog slechts af en toe op. De Pauw is er zich van bewust dat hij spaarzaam met de figuur moet omspringen, opdat de mensen hem niet beu zouden worden. De Man Van Melle dook meestal op tijdens speciale evenementen, zoals de laatste aflevering van De XII Werken Van Vanoudenhoven, Humo's Pop Poll-Avond, de laatste aflevering van Mannen op de Rand van een Zenuwinzinking, de gala-avond rond 50 jaar Belgische televisie enzovoort.
In de televisiereeks Het Geslacht De Pauw waarin De Pauw het fenomeen reality-tv op de korrel neemt, gebruikt De Pauw de Man van Melle weleens om zichzelf belachelijk te maken. Hij voert dan de figuur op tijdens bepaalde gelegenheden terwijl hij denkt dat hij er erg grappig en populair mee zal bevonden worden, maar meestal vinden de meeste mensen in het programma net het tegenovergestelde.
Alhoewel het meestal De Pauw is die De Man Van Melle speelt hebben ook Tom Lenaerts (vijfde aflevering van het eerste seizoen van Schalkse Ruiters) en Chris Van den Durpel (zesde en negende aflevering van het eerste seizoen van Schalkse Ruiters) zich aan een geslaagde imitatie van de figuur gewaagd. In 2016 speelde Umesh Vangaver in het programma Umesh Pop-Up Teevee een parodie op de man van Melle als 'de man van Delhi'. Bart De Pauw sprak echter de stem in van het personage.
Het typetje dook ook op in het eerste stripalbum van De Geverniste Vernepelingskes (1998) door Urbanus en Jan Bosschaert, waar Urbanus hem de weg vraagt in Melle. Hij verwart hem echter met Anne De Baetzelier en slaat hem per ongeluk met zijn autodeur tegen de grond. Volledig knock out ziet de Man van Melle koekoeken rond zijn hoofd vliegen. Urbanus merkt op: "Godver, bij die VTM coryfeëen krijgt ge er ook rapper iets in dan er uit!"
In 2018 werd een unieke man uit Melle ook de officiële naam meegegeven. Een zekere S.V. zal voor de rest van zijn leven gekend zijn als de man van Melle.